# Saint-Martin-de-Gurson
Saint-Martin-de-Gurson település Franciaországban, Dordogne megyében. Lakosainak száma 637 fő (2022. január 1.). Saint-Martin-de-Gurson Ménesplet, Carsac-de-Gurson, Villefranche-de-Lonchat, Moulin-Neuf, Montpon-Ménestérol, Saint-Rémy és Saint-Méard-de-Gurçon községekkel határos.

## Népesség
A település népessége az elmúlt években az alábbi módon változott:
| Lakosok száma | 537  | 526  | 559  | 553  | 644  | 662  | 666  | 655  | 652  | 637  |
|               | 1968 | 1982 | 1990 | 2006 | 2013 | 2015 | 2017 | 2019 | 2020 | 2022 |